# جون غريغوري (سياسي)
جون غريغوري (بالإنجليزية: John Gregory) هو سياسي أمريكي، ولد في 1612 في نوتنغهامشير في المملكة المتحدة، وتوفي في 15 أغسطس 1689 في نوروولك في الولايات المتحدة.